# Stationery Stores Football Club
Maillots
Le Stationery Stores Football Club est un club nigérian de football basé à Lagos.

## Palmarès
- Coupe d'Afrique des vainqueurs de coupe
  - Finaliste : 1981

- Championnat du Nigeria (1)
  - Champion : 1992

- Coupe du Nigeria (4)
  - Vainqueur : 1967, 1968, 1982 et 1990
  - Finaliste : 1980 et 1992

## Anciens joueurs
- Teslim Fatusi
- Arthur Moses
- Peter Rufai
- Ike Shorunmu
- Abdul Sule